# Ахметов, Айдар Рифович
Айдар Рифович Ахметов (род. 13 мая 1973, Уфа) — спортсмен (пулевая стрельба). Чемпион Европы (1993), России (1992—93). Мастер спорта России международного класса (1993).
Образование высшее: окончил БГПИ (1997), Академию налоговой полиции (2001).
Воспитанник РОСТО (тренеры В. Б. Гулак, В. И. Слинин, И. А. Соколов).
Член сборной команды РСФСР (1989—91) и России (1992-98).